# Курцево (Новодугинский район)
Курцево — деревня в Новодугинском районе Смоленской области России. Входит в состав Высоковского сельского поселения. 
Расположена в северо-восточной части области в 23 км к юго-западу от Новодугина, в 2 км западнее автодороги Р132 «Золотое кольцо» Зубцов — Сычёвка — Вязьма. В 6 км восточнее деревни расположена железнодорожная станция О.п. 232-й км на линии Вязьма — Ржев. 

## История
В годы Великой Отечественной войны деревня была оккупирована гитлеровскими войсками в октябре 1941 года, освобождена в марте 1943 года.